# Pandanus krauelianus
Pandanus krauelianus là một loài thực vật có hoa trong họ Dứa dại. Loài này được K.Schum. miêu tả khoa học đầu tiên năm 1889.